# Kelníky

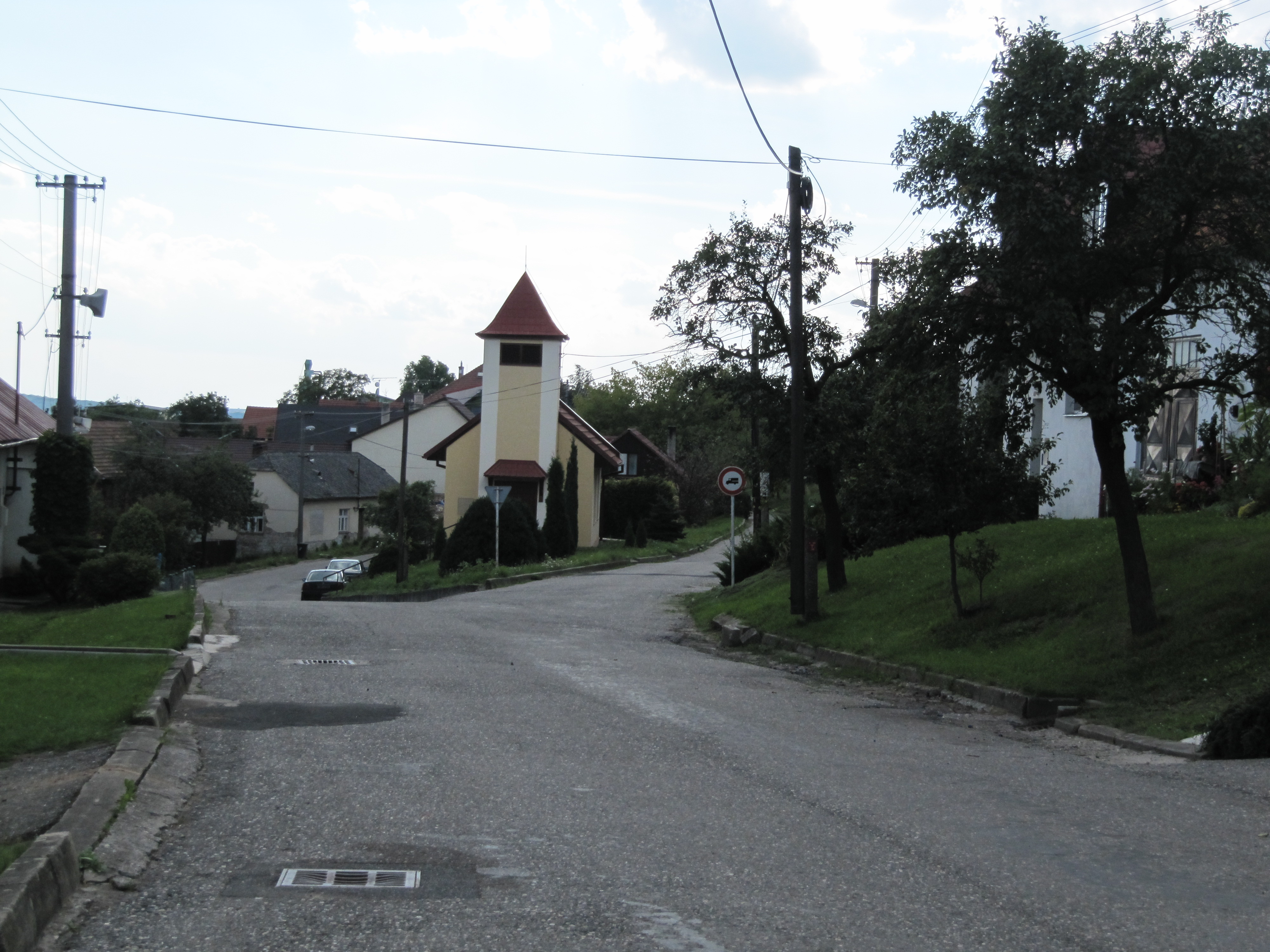
Kapelle der hl. Zdislava

Kelníky (deutsch: Kelnik) ist eine Gemeinde in Tschechien. Sie liegt zehn Kilometer nördlich von Uherský Brod und gehört zum Okres Zlín.

## Geographie
Kelníky befindet sich im Südwesten des Wisowitzer Berglandes. Das Dorf liegt auf einer Hochfläche rechtsseitig über dem Tal des Baches Částkovský potok. Nördlich erheben sich der Pasecký kopec (377 m) und der Doubí (429 m), im Nordosten der Za Dvorem (410 m), südlich der Obce (336 m) sowie im Westen der Kopec (341 m).
Nachbarorte sind Paseky im Norden, Doubravy, Krasnovy und Hřivínův Újezd im Nordosten, Velký Ořechov im Osten, Lány, Dobrkovice und Maršov im Südosten, Pašovice im Süden, Háčky und Částkov im Südwesten sowie Svárov und Zlámanec im Nordwesten.

## Geschichte
Die erste schriftliche Erwähnung des Dorfes Colniczi erfolgte 1372 in einem Verzeichnis der am Kunowitzer Tor in Hradiště Brückengeld zahlenden Dörfer. Dabei wurde auch das Dorf Nezdenky genannt, es lag südlich von Kelníky und erlosch später. Ab 1497 wurde der Ort als Kelník und 1550 mit Kelnik bezeichnet. Seit dem 15. Jahrhundert gehörte das Dorf zur Herrschaft Částkov und ab 1554 zu Uherský Brod. Nachfolgende Besitzer des ab 1582 wieder selbständigen Gutes waren Jan Lév von Brozánky und Václav Hřivín von Újezd auf Částkov sowie zum Beginn des 17. Jahrhunderts Ondřej Lednický von Lednice. Beim Einfall der Siebenbürgischen Aufständischen unter Stephan Bocskai wurde die Feste Kelnik zerstört. Im Jahre 1613 erwarb Melichar Kozlík von Kašenavy das Gut, ihm folgte ab 1646 Karel Václav Chorynský von Ledská. 1652 erwarb Lev Wilhelm von Kaunitz auf Uherský Brod das Gut und schlug es seiner Herrschaft Uherský Brod zu. Beim Einfall der Türken wurden 1663 acht Einwohner ermordet und zudem vier Pferde, 26 Rinder und 119 Schafe geraubt. 1683 fielen erneut die Türken in Kelnik ein. Aus dem Jahre 1720 ist der Ortsname Kelnitz überliefert und ab 1751 wurde wieder der Name Kelnik verwendet. Bis zur Mitte des 19. Jahrhunderts blieb Kelnik immer nach Uherský Brod untertänig. Besitzer des Gutes waren bis ins 20. Jahrhundert die Grafen von Kaunitz.
Nach der Aufhebung der Patrimonialherrschaften bildete Kelník ab 1850 eine Gemeinde in der Bezirkshauptmannschaft und dem Gerichtsbezirk Uherský Brod. Ab 1872 wurde der Ortsname Kelníky gebraucht. Im Jahre 1906 wurde die Dorfschule eingeweiht. 1949 wurde das Dorf dem Okres Uherské Hradiště zugeordnet. Die Freiwillige Feuerwehr gründete sich 1950. Nachdem der Glockenturm einzustürzen drohte, spendete der in die USA ausgewanderte František Minařík in den 1960er Jahren 15.000 Kronen für den schon früher beabsichtigten Bau einer Kapelle in seinem Heimatdorf, der jedoch wegen Geldmangel nicht zustande gekommen war. Die Schule wurde 1977 geschlossen. Ab 1977 gehörte die Gemeinde zum Gottwaldov, der nach der politischen Wende seit 1990 wieder den Namen Okres Zlín trägt. Gepfarrt ist das Dorf nach Velký Ořechov.

## Ortsgliederung
Für die Gemeinde Kelníky sind keine Ortsteile ausgewiesen. Zu Kelníky gehören die Ortslagen Lány und Kopec sowie die Ansiedlung Paseky.

## Sehenswürdigkeiten
- Kapelle der hl. Zdislava von Lämberg, erbaut 1972–1978 am Platz des alten Gemeindeamtes, um den Bau durchführen zu können, wurde die Kapelle dabei offiziell als Totenhalle deklariert. Nach ihrer Rekonstruktion in den Jahren 1988 bis 1999 wurde die Kapelle der hl. Zdislava geweiht. Die Glocke stammt aus dem Jahre 1782
- Steinernes Kreuz, neben der Kapelle
- Stauweiher am Částkovský potok, nordöstlich des Dorfes